# 天帝シリーズ
天帝シリーズ（てんていシリーズ）は、古野まほろによる日本の推理小説のシリーズ。

## 概要
第35回メフィスト賞を受賞したデビュー作、『天帝のはしたなき果実』から始まる一連のシリーズ。4作目の『天帝のみぎわなる鳳翔』までは講談社ノベルスでの刊行であったが、5作目の『天帝のあまかける墓姫』以降は幻冬舎から刊行されている。また7作目となる『天帝のみはるかす桜火』は再び講談社ノベルスからの刊行となった。文庫版は全面改稿されて幻冬舎文庫から刊行されている。

## あらすじ
主人公の古野まほろは、1990年代の『日本帝国』というパラレルワールドを舞台に、数々の事件に巻き込まれ、嫌々ながら事件を解決に導いていく。

## シリーズ作品
天帝のはしたなき果実
- 2007年1月11日、講談社ノベルス、ISBN 978-4-06-182477-5
- 2011年10月6日、幻冬舎文庫、ISBN 978-4344417533（解説：東京大学新月お茶の会）

天帝のつかわせる御矢
- 2007年6月7日、講談社ノベルス、ISBN 978-4-06-182529-1
- 2012年6月7日、幻冬舎文庫、ISBN 978-4344418738（解説：慶應義塾大学推理小説同好会）

天帝の愛でたまう孤島
- 2007年10月4日、講談社ノベルス、ISBN 978-4-06-182554-3
- 2014年2月6日、幻冬舎文庫、ISBN 978-4344421585（解説：ワセダミステリクラブ）

天帝のみぎわなる鳳翔
- 2009年2月5日、講談社ノベルス、ISBN 978-4-06-182620-5
- 2014年12月5日、幻冬舎文庫、ISBN 978-4344422858（解説：京都大学推理小説研究会）

天帝のあまかける墓姫
- 2011年10月25日、幻冬舎、ISBN 978-4344020764

天帝のやどりなれ華館
- 2013年3月22日、幻冬舎、ISBN 978-4344023567

天帝のみはるかす桜火
- 2017年12月6日、講談社ノベルス、ISBN 978-4-06-299115-5

## 登場人物
幻冬舎版の設定に拠る。

### 勁草館高校吹奏楽部（金管八重奏）
古野 まほろ（ふるの まほろ）
勁草館高校二年生。ホルン担当。
柏木 照穂（かしわぎ てるほ）
勁草館高校二年生。吹奏楽部部長。チューバ担当。
修野 まり（しゅうの まり）
勁草館高校二年生。吹奏楽部副部長。トランペット担当。
峰葉 実香（みねは みか）
勁草館高校二年生。トランペット担当。講談社版では詩織（しおり）になっている。
切間 玄（きりま げん）
勁草館高校二年生。トロンボーン担当。
志度 一馬（しど かずま）
勁草館高校二年生。トロンボーン担当。
穴井戸 栄子（あないど えいこ）
勁草館高校二年生。ホルン担当。幻冬舎版では奥平靖昌の恋人になっている。
上巣 由香里（うえのす ゆかり）
勁草館高校一年生。ホルン担当。

### その他
奥平 靖昌（おくだいら やすまさ）
勁草館高校二年生。男子テニス部部長。生徒会長。
西崎 萌黄（にしざき もえぎ）
勁草館高校一年生。奥平靖昌の恋人。幻冬舎版では登場しない。
瀬尾 兵太（せお ひょうた）
勁草館高校世界史教諭。吹奏楽部顧問。
二条 実房（にじょう さねふさ）
県警察部刑事部参事官。警視正。
紙谷 伸子（かみたに　のぶこ）
姫山警察署所属の刑事。警部補。
居御 金之助（いるご きんのすけ）
石川嶋播磨工業株式会社社長令息。
瀬見仁 美沙・美和（せみに みさ・みわ）
瀬見仁製薬株式会社令孫。双子の姉妹。
渡会 美奈(わたらい みな)
「めさじぇ」の使者。ルイーブル公爵夫人の養女兼秘書。

## 舞台版
舞台『天帝のはしたなき果実』が2014年6月26日から29日にかけて全6公演行われた。主演・脚本・演出は、松澤くれは。

### キャスト
- 古野まほろ - 松澤くれは
- 峰葉実香 - 荒川佳
- 柏木照穂 - 永田隆馬
- 修野まり - 黒沢佳奈
- 穴井戸栄子 - 金子優子
- 志度一馬 - 雨宮慎太朗
- 切間玄 - 松村泰一郎
- 上巣由香里 - 佑木つぐみ
- 奥平靖昌 - 越中優人
- 瀬尾兵太 - 三原一太
- 二条実房 - 數間優一
- 紙谷警部補 - 江幡朋子
- 切間中佐 - 小林至
- 渡辺夕佳 - 瑞穂
- 小湊恒美 - 太田ふみ
- 阿部奈々子 - 平石恵
- 綾子さん - 葵うらら

### スタッフ
- 原作：古野まほろ
- 脚本・演出：松澤くれは
- 舞台監督：伊藤清一（a58b）
- 舞台美術：青木拓也
- 音響：田中亮大（Paddy Field）
- 照明：吉村愛子（Fantasista?ish.）
- 衣装：天野もえ、黒沢佳奈
- 小道具：じょう（アステカダイナマイト）
- フライヤーイラスト：谷川千佳
- フライヤーデザイン：milieu design
- Web：松島やすこ（定時残業Z）
- 演出助手：栗原カオス、徳宮博文
- 演出部：紗弓、太田ふみ、平石恵
- 稽古場代役：朝戸佑飛
- 制作協力：金子侑加（劇団競泳水着）
- 当日運営：塩田友克
- 製作：＜火遊び＞